# Bruine trappist
De bruine trappist (Nonnula brunnea) is een vogel uit de familie Bucconidae (baardkoekoeken).

## Verspreiding en leefgebied
Deze soort komt voor in het noordwestelijk Amazonebekken in zuidoostelijk Colombia, oostelijk Ecuador en noordoostelijk Peru.

## Status
De grootte van de populatie is niet gekwantificeerd maar de soort wordt omschreven als niet algemeen voorkomend. Op de Rode lijst van de IUCN heeft deze soort de status niet bedreigd.